# Glossario della Germania nazista
Molti dei termini seguenti sono espressioni tedesche che sono entrate nell'uso comune della lingua italiana o per le quali non esiste un termine equivalente - ne viene data una breve descrizione in italiano oltre alla spiegazione che si può trovare negli articoli stessi.

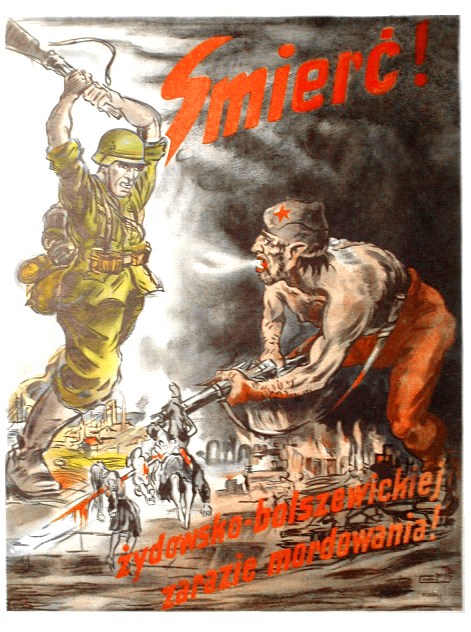
Propaganda antiebraica e anticomunista da parte dei nazisti in Polonia

- Allgemeine-SS, Schutzstaffel generiche, dal 1934-1945.
- Anschluss: Annessione. Si tratta dell'annessione dell'Austria avvenuta nel 1938.
- Arbeit macht frei: Il lavoro rende liberi. Motto cinico dei campi di concentramento. Compariva all'ingresso di numerosi lager, tra i quali quello di Dachau e di Auschwitz.
- Arbeitslager (AL): Campo di lavoro.
- Blitzkrieg: Guerra lampo. Forma di attacco militare basata sulla cooperazione sistematica tra fanteria, truppe corazzate, aviazione, e su un'avanzata rapida che impedisse all'esercito nemico di organizzarsi e stabilizzare la linea del fronte[1].
- Coventrieren, in italiano coventrizzare: radere al suolo le città, specialmente tramite bombardamento aereo (il termine venne coniato da Joseph Goebbels dopo il bombardamento di Coventry[senza fonte]);
- Drittes Reich, Terzo Reich: nome usato dai nazisti per descrivere il proprio governo.
- Endlösung der Judenfrage: Soluzione finale della questione ebraica. Eufemismo per descrivere il disegno genocida nazista nei confronti degli ebrei.
- Entartete Kunst, arte degenerata, così veniva chiamata l'arte astratta e la maggior parte dell'arte d'avanguardia del XX secolo dai nazisti.
- Ersatz ("surrogato"): un prodotto sostitutivo. La Germania non aveva facile accesso ad alcune risorse strategiche. Ad esempio, gli scienziati tedeschi dovettero ricercare come produrre la Buna, gomma artificiale.
- Führer: guida; appellativo riservato ad Adolf Hitler forse anche in analogia al termine italiano Duce. L'appellativo di Reichsführer-SS era invece riservato ad Himmler.
- Führerprinzip: principio del capo; teoria politica alla base del Nazismo consistente nel principio della cieca obbedienza ad un capo infallibile.
- Gauleiter: governatore di una regione.
- Germanische-SS, SS Germaniche, dal 1939 al 1945, Schutzstaffel nelle nazioni occupate dalla Germania nazista.
- Geheime Staatspolizei, Gestapo, polizia segreta nazista.
- Gleichschaltung: letteralmente "sincronizzazione", controllo totale di tutti gli aspetti della società, così come del potere.
- Gnadentod, morte pietosa, programma tedesco di eutanasia (nome in codice Aktion T4) per mantenere "la purezza della razza" tedesca attraverso l'eliminazione dei tedeschi disabili.
- GröFAZ, acronimo formato a partire dall’espressione tedesca Größter Feldherr aller Zeiten (“il più grande condottiero di tutti i tempi”). Fu impiegata, inizialmente come adulazione ma poi soprattutto con intento sarcastico, per riferirsi ad Adolf Hitler durante il periodo della Germania nazista.
- Hakenkreuz: (in tedesco "croce uncinata") la svastica;
- IG Farben: l'impresa più vicina al governo nazista, produsse gas per la soppressione degli ebrei di Auschwitz e degli altri campi di concentramento e fu il principale esempio di corporativismo nella Germania Nazista.
- Kapo: l'internato di un campo di concentramento scelto per controllare i suoi pari.
- Konzentrationslager (KL o KZ): Campo di concentramento.
- Kraft durch Freude (KdF): la "forza attraverso la gioia", programma sponsorizzato dallo Stato, inteso a organizzare il tempo libero delle persone, offrendo vacanze economiche, concerti, altre attività di svago ed un'automobile (Kdf-Schiff, KdF-Wagen);
- Kristallnacht: "la notte dei cristalli", 9 novembre 1938, quando il partito nazista organizzò un pogrom contro le imprese ebraiche; l'eufemismo venne usato perché le numerose vetrine rotte fecero sembrare le strade come coperte di cristalli.
- Lager: Campo.
- Lebensraum: spazio vitale: teoria politica nazista consistente nella tesi che i popoli avessero bisogno di ampi spazi per potersi espandere e crescere. La ricerca dello spazio vitale ad est fu la causa di fondo per lo scoppio della Seconda guerra mondiale.
- Herrenvolk:1 razza eletta, un termine caricato politicamente, usato dai nazisti per descrivere la cosiddetta Razza ariana;
- Mit brennender Sorge (Con bruciante preoccupazione):[2] una lettera del 1937 del Papa che avvertiva del pericolo nazista.
- Nacht und Nebel: "Notte e nebbia", codice per indicare alcuni prigionieri che dovevano sparire senza lasciare traccia.
- Nacht der langen Messer, notte dei lunghi coltelli, l'epurazione delle Sturmabteilung da parte dei fedelissimi di Hitler;
- Processo di Norimberga: il processo dei gerarchi nazisti per crimini di guerra e contro l'umanità, che si tenne nel 1946, alla fine del II conflitto mondiale.
- Reich (Regno): Lo Stato tedesco.
- Schutzstaffel, abbreviato SS, corpo paramilitare tedesco, dal 1925 al 1945.
- Sippenhaft, il principio della condivisione della responsabilità familiare per un reato commesso da uno dei suoi membri.
- SS-Schütze, soldato, era il grado più basso delle Schutzstaffel
- SS-Totenkopfverbände, abbreviato SS-TV, banda testa di morto, branca speciale delle Schutzstaffel, guardie dei lager, dal 1933 al 1945.
- Stuka: il bombardiere in picchiata usato nella Blitzkrieg.
- Sturmabteilung SA: camicie brune, squadre d'assalto paramilitari naziste.
- Thule Gesellschaft: "Società Thule". I nazisti cercavano temi per la loro ideologia nell'occulto e nelle tradizioni germaniche e nordiche
- Vernichtungslager: campo di sterminio, lager destinato al uccisione in massa dei prigionieri, in particolare persone di religione ebraica, detto Shoah.
- Volkswagen: "l'auto del popolo".
- Waffen-SS, unità combattenti delle Schutzstaffel, dal 1933 al 1945.
- Conferenza di Wannsee: una conferenza tenutasi a Wannsee, vicino a Berlino che portò alla decisione di attuare la soluzione finale.
- Werwolf: organizzazione di commando istituita e gestita dalle SS vòlta a compiere atti di sabotaggio e guerriglia contro gli Alleati.
- Wunderwaffen: Armi segrete che avrebbero fatto vincere la guerra.
- Zeppelin: I dirigibili che furono un simbolo della tecnologia aerea tedesca.